# البطمية
البطمية هي إحدى القرى المحتلة والمدمرة التابعة لمركز الخشنية التابع لمحافظة القنيطرة في هضبة الجولان بجنوب غرب سوريا.
تتبع الخشنية كان عدد سكانها 1079 نسمة عام 1967 وترتفع 720 متر عن سطح البحر، تقع في أرض بركانية شرقاً باتجاه وادي الرقاد ويبدأ عندها مسيل البطمية المتجه نحو جنوبها الشرقي، وهي إلى الجنوب الشرقي من تل الفرس وتبعد 24 كم عن مدينة القنيطرة جنوباً. وقد دلت التقنيات الأثرية فيها على وجود بيوت قديمة ذات سقوف حجرية، وبوابة لبناء قديم، وأحجار منقوشة ومزخرفة عليها كتابات، كما وجد فخار يعود إلى العصرين الروماني والبيزنطي. عرفت بزراعة الحبوب بعلاً وبتربية المواشي وتعد مياه الينابيع المحلية منها عين الصفراء وعين أم عراقي المصدر الرئيس لمياه الشرب تتبعها مزرعتا المدورة والسليلة.